# دوري السنغال الممتاز 2000
دوري السنغال الممتاز 2000 هو الموسم 35 من دوري السنغال الممتاز. كان عدد الأندية المشاركة فيه 12، وفاز فيه نادي دياراف.